# Muzeum w Chrzanowie
Muzeum w Chrzanowie im. Ireny i Mieczysława Mazarakich – placówka muzealna z siedzibą w Chrzanowie, funkcjonująca od 1960 roku. Inicjatorem powołania muzeum i jego późniejszym wieloletnim dyrektorem był Mieczysław Mazaraki. Placówka zarządza aktualnie dwoma budynkami oraz dziesięcioma obiektami na terenie Gminy Chrzanów.

## Historia
Mieczysław Mazaraki w 1950 roku skupił wokół siebie nauczycieli, urzędników, studentów i działaczy społecznych regionu, którzy to chcieli utworzenia w Chrzanowie muzeum regionalnego i umieszczenia go w jednym z zabytkowych budynków zachowanych w mieście. Wybór padł na lamus po dworski z XVI w., przebudowany w XVIII w. i XIX w., przez niektórych nazywany „kałamarzem”. W tym samym roku powstał Komitet Organizacyjny Muzeum Ziemi Chrzanowskiej w którego skład weszli: Jan Pęckowski, Mieczysław Mazaraki, Kazimiera Mostowska, Franciszek Wartalski, Jan Kossek, Zygmunt Witalis Gutentag, Edward Dziechciarczyk, Stanisław Nosek, Marek Princ, Franciszek Chruściel, Józef Hniłko i Irena Mazaraki. Prezydium Powiatowej Rady Narodowej oficjalnie powołało go 5 stycznia 1956 roku oddając mu w użytkowanie cztery (a w rzeczywistości jedną) sale w budynku przy ul. Mickiewicza 13. Dr Zygmunt Witalis Gutentag wystąpił z wnioskiem, aby Muzeum nosiło imię Adama Mickiewicza. Przystąpiono do prac remontowych i adaptacyjnych w lamusie, na które pozyskano skromne środki finansowe i materiałowe z Fabloku, Zakładów Ceramicznych „Stella“, Banku Spółdzielczego w Chrzanowie, PSS, PZGS, Chrzanowskich Zakładów Przemysłu Terenowego oraz dyrekcji kopalń jaworznickich. W 1957 r. Mieczysław Mazaraki otrzymał od Powiatowej Rady Narodowej w Chrzanowie zlecenie na zorganizowanie „Muzeum Ziemi Chrzanowskiej“ oraz 50 000 zł dotacji na ten cel. Już w 1958 roku „muzeum w organizacji“ zajmuje dwie z dwunastu sal lamusa. Uroczyste otwarcie Muzeum miało miejsce 22 lipca 1960 roku. W 1963 roku oddziałem zamiejscowym Muzeum stał się zamek w Lipowcu. W 1966 Muzeum stało się placówką państwową podlegającą Ministerstwu Kultury i Sztuki. Od 1967 nadzór nad nim sprawowało Muzeum Narodowe w Krakowie.
W 2004 roku Muzeum nadano imię Ireny i Mieczysława Mazarakich. 1 stycznia 2007 roku Muzeum zostało podzielone na dwie odrębne jednostki – Muzeum w Chrzanowie im. Ireny i Mieczysława Mazarakich, Muzeum Nadwiślański Park Etnograficzny i Zamek Lipowiecc.

## Budynek Główny
Zabytkowy XVI-wiecznym lamus dworski z czasów rodu Ligęzów jest główną siedzibą Muzeum. W XVIII wieku Ossolińscy przebudowali budynek umieszczając w nim oficynę dworską. W XIX wieku zamieszkali w nim Loewenfeldowie, ostatni właściciele dóbr chrzanowskich. Budynek został zaadaptowany na cele muzealne w latach 60. XX wieku. W 1969 r. wojewódzki konserwator zabytków wpisał budynek Muzeum do rejestru zabytków.

### Opis
Zabytkowa część powstała z miejscowego kamienia. Budynek jest piętrowy, częściowo podpiwniczony. Znajduje się w nim 7 sal wystawowych i kilka pracowni. W XIX w. dobudowano do niego parterową przybudówkę, którą w 1975 r. podwyższono o kolejną kondygnację, a w 2016 r. nadbudowano, łącząc dach połączono z głównym budynkiem.
Obecnie Muzeum prezentuje ekspozycje stałe, ukazujące historię, kulturę i przyrodę ziemi chrzanowskiej:
- Salonik biedermeier (XIX/XX w.)
- Gabinet osobliwości – pasje Ireny i Mieczysława Mazarakich
- Geologia ziemi chrzanowskiej
- Pradzieje regionu chrzanowskiego
- Dzieje Chrzanowa od XV do XX wieku
- Przemysł na ziemi chrzanowskiej
- W synagodze i w domu żydowskim

## Zbiory
Muzeum gromadzi:
- Zbiory archeologiczne, które pochodzą z prowadzonych przez pracowników wykopalisk. Najstarsze są datowane na górny paleolit. W ramach jednej z wystaw stałych są pokazywane zabytki kultury łużyckiej. W tym ceramika (garnki, wazy, czerpaki, amforki, placki, kubki), ozdoby (zawieszki skroniowe, bransolety, szpile, naszyjniki, paciorki, wisiorki z brązu i ołowiu).
- Zbiory związane z historią miasta Chrzanowa. W tym: XVII-wieczne przywileje właścicieli miasta, księgi uchwał i przyjęć do cechów, obesłania cechowe, pieczęci, sztandary (wśród nich należące do szkoły męskiej im. A. Mickiewicza i szkoły żeńskiej im. M. Konopnickiej), archiwalia szkolne). W 2009 roku Janusz Adamczyk przekazał do muzeum kolekcję ukazującą historię poczty w Chrzanowie.
- Judaika, które są pokazywane na wystawie stałej. Zbiór liczący około 200 obiektów był gromadzony od początku istnienia placówki. Opiekunem była przez wiele lat Wiktoria Hadyś, którą wspierali Irena i Mieczysław Mazaraki. Zawiera eksponaty związane z kultem religijnym (między innymi: dwa zwoje Tory, parochety czyli zasłony na szafy ołtarzowe, tałes, tefiliny, lampki chanukowe, menory, balsaminki, kubki i pucharki kiduszowe itp.). Muzeum w swoich zbiorach posiada również archiwalia i obrazy takich twórców jak: Jan Chwastowski i Władysław Bytomski, Leon Lewkowicz, Artur Markowicz, Michał Pociecha i Gustaw Rogalski.
- Zbiór biżuterii. Zawiera liczący ponad 60 eksponatów zbiór biżuterii patriotycznej. W tym pierścionki, krzyżyki, broszki, medaliony, dewizki, bransolety i kolczyki. W latach 1967–1981 zgromadzono niewielką kolekcję biżuterii krakowskiej, która jest nazywana również ludową, znajdują się w niej spinki do koszul, pierścienie męskie z koralami, korale, zawieszki do korali m.in. z Matką Boską Częstochowską, krzyż do korali, które należały kiedyś do wyprawy panny z podkrakowskiej wsi, zamożnego gospodarza lub jego żony. W 1968 roku darowizna przekazana przez Wydział Kultury Wojewódzkiej Rady Narodowej w Krakowie zapoczątkowała poszerzaną potem przez Irenę Mazaraki kolekcję obejmującą 130 eksponatów kolekcję guzów kontuszowych i żupanowych.
- Kolekcja XIX-wiecznego szkła licząca 50 eksponatów gromadzona od 1967 roku, zawiera walcowate szklanki, puchary, karafki, cukiernice, patery, kieliszki, pojemniczki na przyprawy i konfitury oraz wazony.
- Zbiór wyrobów z cyny zawiera ponad 70 eksponatów rzemiosła konwisarskiego pochodzących z okresu od XVIII do początków XX wieku. Obejmuje on głównie naczynia codziennego użytku (dzbany, kufle, talerze, miarki, konewki, szkandele czyli grzałki, misę, herbatnicę, termos, trzyczęściowy angielski komplet do herbaty, figurkę słonia, secesyjną paterę, popielniczkę, pamiątkowy kubek z widoczkami Warszawy, lampkę oliwną, apteczny czerpaczek). Zawiera również naczynia używane przez cechy rzemieślnicze i posiadające wyryte na ich powierzchni inskrypcje. Są to wilkomy czyli puchary, talerze, tralkowe świeczniki, ampułki mszalne i kielich.
- Zbiór samowarów z XIX i początków XX wieku pochodzących głównie z Tuły. W zbiorze znalazły się również dwa polskie: jeden z warszawskiej fabryki Norblina i drugi z blachy mosiężnej z należącej do Wł. Sulikowskiego fabryki wyrobów metalowych w Dębnikach pod Krakowem.
- Zbiór dziewięciu XVIII i XIX-wiecznych „buncloków” czyli wyrobów z kamionki bolesławieckiej oraz zbiór porcelany. W tym komplet filiżanek do mokki z białej porcelany Rosenthala, angielskich talerzy i półmisków.
- Zbiór mebli. Meble w stylu Biedermeier są prezentowane w budynku głównym w tzw. saloniku biedermeierowskim. W zbiorach znajdują się również XIX-wieczne sekretery, biurka, m.in. biurko cylindryczne, ławka intarsjowana z 1. ćwierci XIX w., serwantka, zestaw składający się z masywnego kredensu i pomocnika, niektóre komody i szafy, szafy biblioteczne, kilka stołów i konsola, zestawy salonowe – stół, krzesła, fotele, kanapy, w tym nabyta na początku bieżącego roku lekka kanapa w stylu biedermeierowskim, lustra wiszące i stojące, mała toaletka z wahadłowym lustrem, niciaki i karciaki.
- Kolekcja zegarów zawiera: zegary szafkowe ścienne, kominkowe, biurkowe, kilka kieszonkowych i zegar słoneczny. Najcenniejszym eksponatem jest XIX-wieczny wiedeński zegar skrzynkowy sygnowany Rettich i zegar stojący z końca XIX wieku, wiedeński, ozdobiony symbolem Gwiazdy Dawida na porcelanowym cyferblacie, mosiężnych wagach i wahadle oraz rzeźbionym naczółku.
- Z około dwustu militariów zawierający broń białą i palną, akcesoria i mundury, oznaki i odznaczenia. Zapewne inicjatorem kolekcji, ale także darczyńcą kilku obiektów, był Mieczysław Mazaraki znawca łowiectwa, członek krakowskiego oddziału Stowarzyszenia Miłośników Dawnej Broni i Barwy. Do najciekawszych muzealiów w zbiorze gromadzonym głównie w latach 60. i 70. XX w. zaliczyć można przykłady broni wschodniej – łuk refleksyjny, prawdopodobnie turecki, XVII-wieczny, XIX-wieczny kindżał w typie tureckim oraz kukri – nóż nepalski, z przełomu XVIII i XIX w., przykłady broni palnej, jak choćby pistolet skałkowy z przełomu XVIII i XIX w., pistolet iglicowy z 1. połowy XIX w., wykonany w fabryce Johanna Peterlongo w Innsbrucku czy pistolety kapiszonowe dwulufowe Le Page i St. Etienne, również pochodzące z 1. połowy XIX w. oraz broni białej, wśród których najlepiej zachowane są: szabla bojowa z rękojeścią wykładaną skórą jaszczura oraz szabla ułańska.
- Zespół numizmatów liczący kilkaset pozycji inwentarzowych w tym skarb z Czyżówki – zbiór prawie 3000 monet, głównie polskich i austriackich z XVII i 1. połowy XVIII w. znaleziony w latach 60. XX w. podczas ziemnych prac budowlanych.
- Zbiory malarstwa. W ich obrębie znajdują się dzieła takich artystów jak Teodor Axentowicz, Erazm Rudolf Fabijański, Andrzej Grabowski, Fryderyk Hayder, Stanisław Masłowski, Józef Mehoffer, Matylda Meleniewska, Ferdynand Ruszczyc, Kazimierz Sichulski, urodzony w Chrzanowie Władysław Bakałowicz i pochodzący z pobliskiego Krza Henryk Uziembło, których prace zakupiono do zbiorów w latach (2016–2019), licznych artystów współczesnych jak Janina Kraupe-Świderska, Allan Rzepka, Tadeusz Łakomski, Adam Pociecha, Ewa Cofalik-Dobosz w tym także należących do Grupy Twórczej Postawy – m.in. Janiny Rebrow-Berdak, Stefana Berdaka, Andrzeja Chwastowskiego, Ryszarda Ledwosa, Józefy Stasiak, Teresy Świeżanki-Klimeckiej – nad którą w latach 1974-1995 Muzeum sprawowało mecenat, jak i liczne prace twórców nieprofesjonalnych, których grupa przez ponad 20 lat, pod opieką starszej kustosz Wiktorii Hadyś, skupiała się wokół Muzeum.
- Z kolei wśród nielicznych muzealiów z dziedziny rzeźby do najcenniejszych zaliczyć należy rzeźbę polichromowaną z drewna lipowego przedstawiającą postać św. Stanisława ze Szczepanowa, interpretowaną również jako św. Marcin z Tours, z końca XV lub z początku XVI w., stiukowe popiersie Róży Loewenfeld autorstwa Carla Schlütera z 2. połowy XIX w., marmurowe popiersie Kazimierza hrabiego Potulickiego wykonane przez Oskara Sosnowskiego w 1839 r. oraz kilkanaście „gipsów” Luny Amalii Drexler z lat 1910–1927.

## Dom Urbańczyka

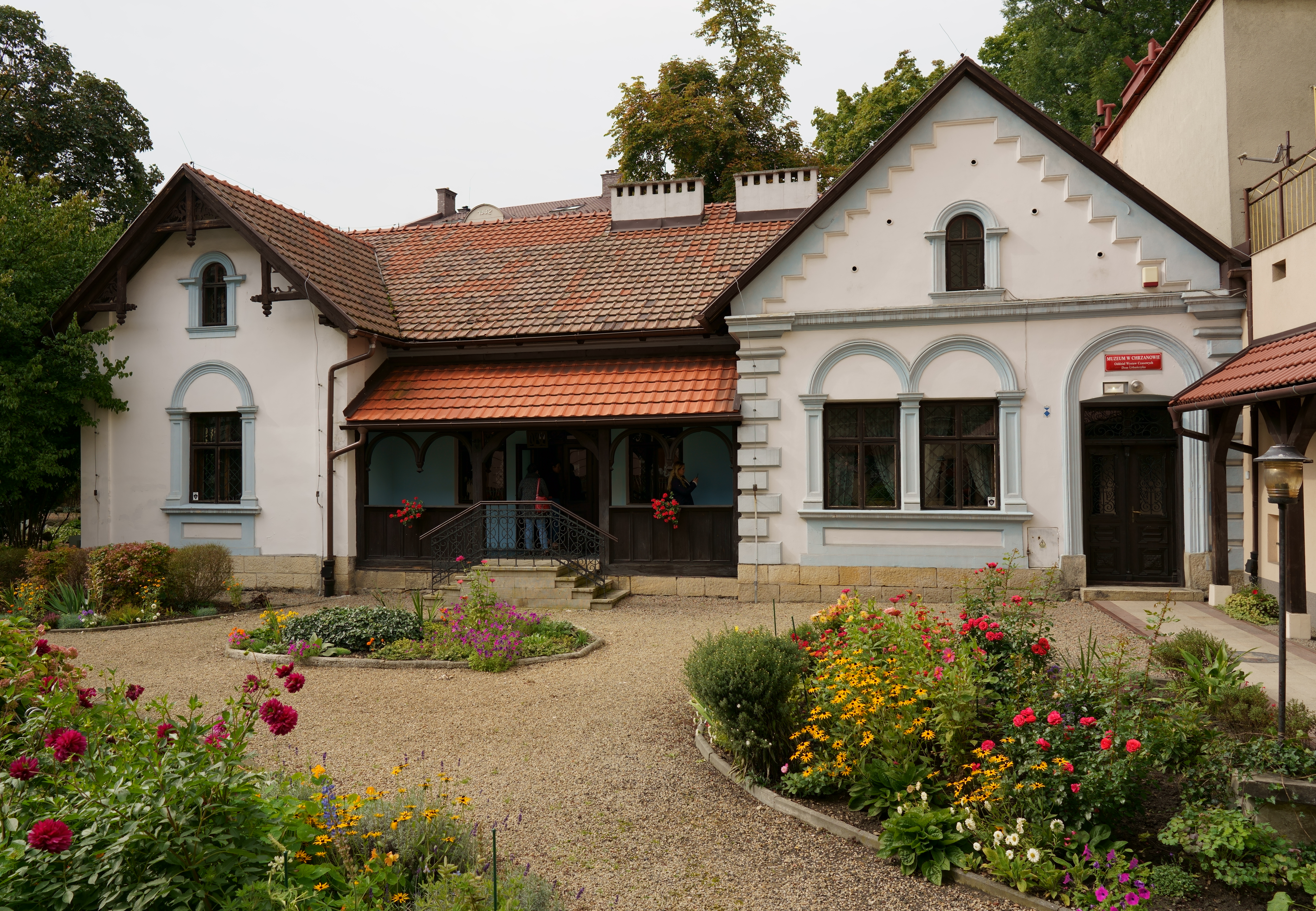
Dom Urbańczyka

Dom przy Alei Henryka 16 usytuowany w niewielkim ogrodzie, zakupiono z funduszów miejskich w 1981 roku bezpośrednio od spadkobierców ostatniego właściciela, Tadeusza Urbańczyka. Zaprojektował go i zbudował powiatowy budowniczy, Franciszek Urbańczyk. O zakup i fundusze na remont budynku zagrożonego wyburzeniem zabiegał II dyrektor Muzeum Jerzy Motyka. Obiekt oddano do użytku jesienią 1985 r., organizując wielką jubileuszową wystawę dorobku Muzeum w XXV lecie jego istnienia. Jego Kierownikiem został archeolog Marek Szymaszkiewicz.

### Opis
Budynek pochodzi zapewne z ostatniej ćwierci XIX stulecia i jest ciekawym przykładem małomiasteczkowego budownictwa willowego o wyraźnych cechach regionalnych. Został zaprojektowany, jako dom własny, przez Franciszka Urbańczyka, który na przełomie XIX/XX w. pełnił funkcję Inżyniera Powiatowego w Chrzanowie. Jest to ceglany dom parterowy na kamiennej podmurówce, częściowo podpiwniczony. Drewnianą konstrukcję dachu pokryto dachówką ceramiczną, zakładkową. Elewacja frontowa i boczna ma bogaty wystrój architektoniczny, z drewnianym gankiem w części frontowej.
Od samego początku pełnił i pełni nadal istotną rolę kulturotwórczą dla miasta Chrzanowa, gdyż był miejscem spotkań elity kulturalnej miasta, jak i ośrodkiem tajnego nauczania.
W porozumieniu z Wojewódzkim Konserwatorem Zabytków w Katowicach w latach 1982–1985 przeprowadzono kapitalny remont i zaadaptowano budynek dla celów muzealnych. Podczas remontu zlikwidowano ściany działowe i drzwi do pomieszczeń na parterze oraz schody wewnętrzne, zachowując drewniane odrzwia i uwidaczniając stare podziały konstrukcyjne. Powstał dwustronnie otwarty ciąg wystawowy. W pokoju przylegającym do klatki schodowej pozostawiono drewniany strop kasetonowy. W niedużej części piwnicznej zbudowanej z miejscowego kamienia urządzono wnętrze ekspozycyjne. Poddasze przystosowano na pracownie, bibliotekę, archiwum i czytelnię.

## Cmentarz żydowski

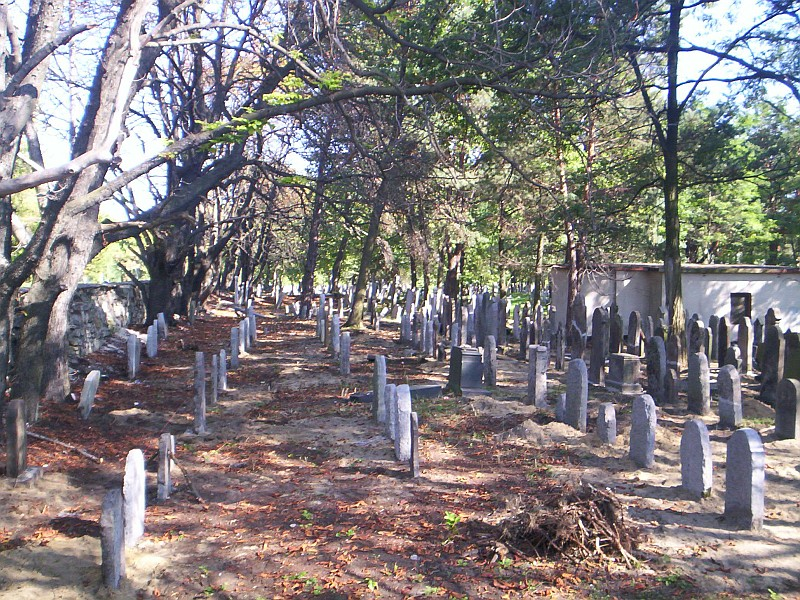
Cmentarz żydowski (przed renowacją)

Cmentarz żydowski przy ulicy Podwale w Chrzanowie powstał w II połowie XVIII wieku. Aż do okresu II wojny światowej teren cmentarza poprzez zakup gruntów kilkakrotnie powiększano. Podczas okupacji została zlikwidowana najstarsza część cmentarza, a kolejnych ograniczeń terenu dokonano w II połowie XX wieku. Najstarszy zachowany do dziś nagrobek pochodzi z 1802 roku, a ostatnie pochówki datowane są na okres tuż po II wojnie światowej. Pośrodku cmentarza powstała zbiorowa mogiła zamordowanych we wrześniu 1939 roku. Zachowały się dwa budynki wzniesione nad grobami zasłużonych rabinów: Salomona Bochnera (ucznia Elimelecha z Leżajska) i rabinackiego rodu Halbersztamów (Dawida, Józefa Zew, Józefa Elimelecha, Mojżesza, Barucha i Naftalego), które noszą nazwę ohele. Cmentarzem opiekuje się Muzeum w Chrzanowie.

## Dawniej zarządzane obiekty
Do 31 grudnia 2006 pod zarządem Muzeum w Chrzanowie znajdowały się również dwa obiekty w gminie Babice.

### Nadwiślański Park Etnograficzny
Skansen zlokalizowany we wsi Wygiełzów.

### Zamek Lipowiec
Dawny zamek biskupów krakowskich, położony na wzgórzu w sąsiedztwie wsi Wygiełzów i Babice